# 김성한 (1887년)
김성한(金星漢, 1887년 ~ ?년)은 일제강점기의 관료이다.

## 생애
출신지는 경성부와 원적지인 충청남도 공주군의 두 가지로 전한다. 한일 병합 조약 체결 직후인 1911년에 경성부의 관립한성외국어학교를 졸업하였다.
학교 졸업과 동시에 조선총독부 군서기에 임명되면서 관계에 들어섰다. 경상남도 경주군에 처음 발령받았고, 이후 고성군과 의령군, 통영군 등 경남 지역에서 근무했다.
1922년에는 경남 함안군 권업과장으로, 1924년에는 조선총독부 군수로 각각 승진했다. 군수로는 경남 거창군을 시작으로 1928년에 김해군, 1930년에는 울산군으로 전임했다. 1935년에 동래군 군수로 자리를 옮겨 퇴직할 때까지 재직했다.
동래군수로 발령받은 1935년에 총독부가 편찬한 《조선공로자명감》에 조선인 공로자 353명 중 한 명으로 수록되어 있다. 일본 정부로부터 서보장을 수여받는 등 1937년을 기준으로 정6위 훈5등에 서위되어 있었다.
2008년 발표된 민족문제연구소의 친일인명사전 수록예정자 명단 가운데 관료 부문에 포함되었다.

## 참고자료
- 김성한(金星漢) - 국사편찬위원회